# Peter Baláž

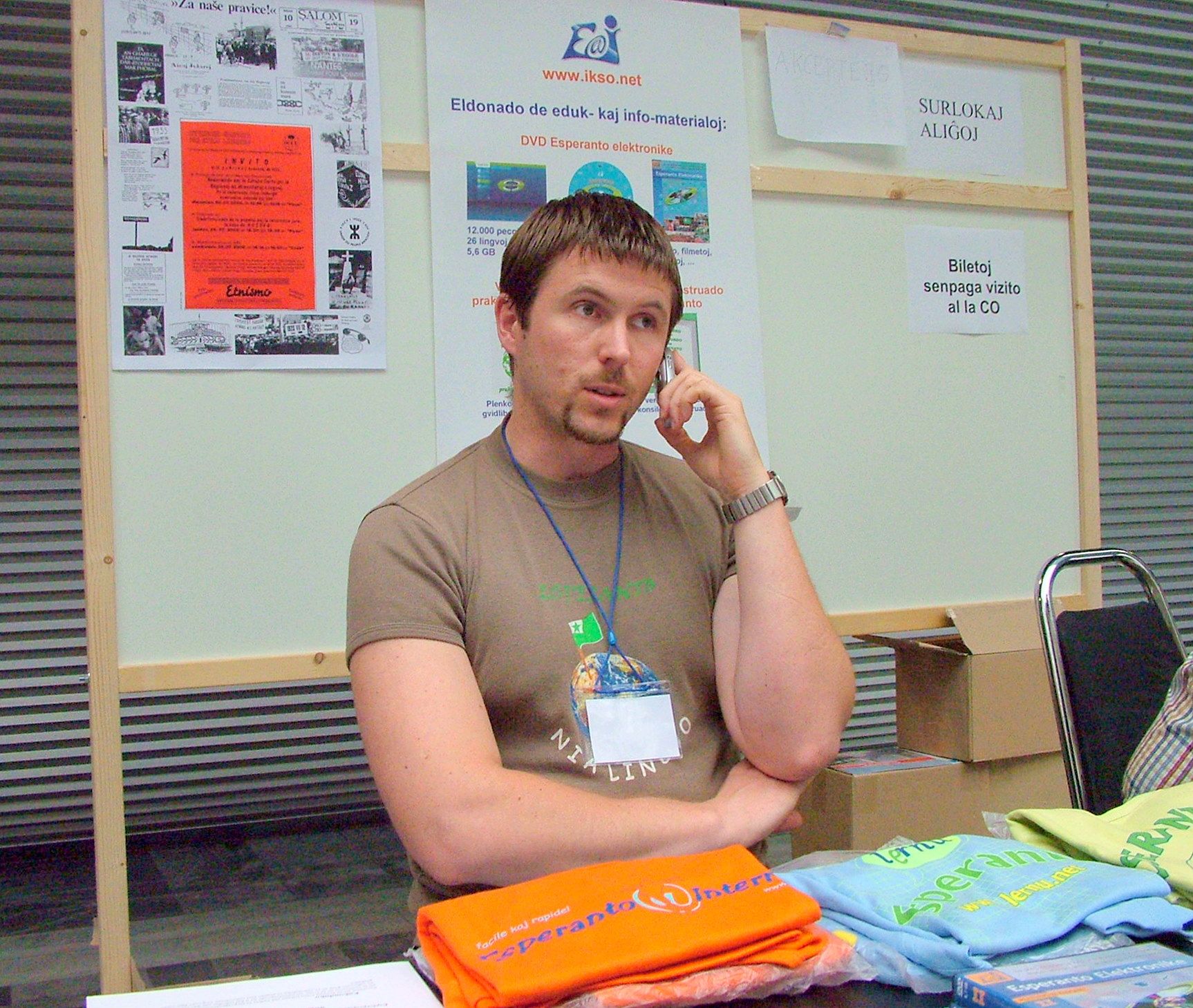
Peter Baláž u stánku E@I během Světového kongresu esperanta v roce 2008

Peter Baláž (* 8. října 1979) je slovenský esperantista. Po studiu na hotelové akademii v Piešťanech pracoval přibližně dva roky v Německu a Rakousku. Bydlí ve městě Partizánske a angažuje se v mezinárodním esperantském hnutí a ve vzdělávacích projektech. V roce 2003 spoluzakládal Slovenskou esperantskou mládež a v letech 2003–2008 byl jejím předsedou. Je koordinátorem občanského sdružení E@I (od roku 2003 aktivní členem, od roku 2005 koordinátor) a členem vedení Evropské esperantské unie. Od března do září 2012 působil jako členem vedení Wikimedie Slovenská republika, od září 2012 je členem její revizní komise. Je majitelem soukromého nakladatelství Espero, které vzniklo v roce 2003. V roce 2016 byl předsedou organizačního výboru 101. Světového kongresu esperanta v Nitře. Téhož roku se stal předsedou Slovenské esperantské federace. Je organizátorem Letní školy esperanta (SES, od r. 2007) a Konference o aplikaci esperanta ve vědě technice (KAEST, od r. 2010). V roce 2012 byl v mezinárodní soutěži vyhlašované časopisem La Ondo de Esperanto oceněn jako Esperantista roku.

## Dílo
- Baláž, Peter. Európsky preukaz pre deti. Partizánske : Espero, 10 s.
- Baláž, Peter. Internaciaj vortoj en Esperanto / Medzinárodné slová v Esperante. Partizánske : Espero, 2005, 46 s. ISBN 80-969042-5-6